# ゼメリングガゼル
ゼメリングガゼル（Gazella soemmerringii）は、ウシ科ガゼル属に分類される偶蹄類。

## 分布
エチオピア、エリトリア、ジブチ、ソマリア北部

## 形態
体長120-150cm。尾長18-30cm。肩高75-92cm。体重30-55kg。頭部は長く、頸部は短い。全身は短い体毛で被われる。背面は淡褐色や灰褐色、灰黄褐色、腹面や四肢の内側は白い。眼から鼻面にかけて明瞭な黒い筋模様（顔側線、眼線）が入り、鼻面は黒い。体側面や大腿部に暗色斑が入らない。腰から尻にかけて白い体毛で被われ、尾の先端は黒い。
雌雄共に基部の断面が円形で、先端が鉤状に強く内側へ向かう角がある。耳介は長く、先端や外縁は黒い体毛で被われる。眼下部にある臭腺（眼下腺）はあまり発達しない。吻端の体毛が無く皮膚が露出した部分（鼻鏡）は小型。
出産直後の幼獣は体重3.5-4.5kg。オスは角が太くて長い。

## 生態
サバンナやステップに生息する。3-10頭のメスや幼獣による群れを形成し生活する。薄明薄暮性。
食性は植物食で、主に草や木の葉を食べる。
繁殖形態は胎生。オスは繁殖期になると縄張りを形成し、頸部を伸ばしたり反らす、茂みを叩くなどの行動で他のオスを威嚇する。威嚇しても他のオスが怯まない場合は角を絡み合わせて争う。オスは縄張り内に侵入したメスとハーレムを形成し交尾する。妊娠期間は198-199日。1回に1頭の幼獣を産む。生後1年6か月で性成熟する。寿命は14年。

## 人間との関係
生息地の破壊、乱獲などにより生息数が減少している。